# Nonnegaatsterpolder
De Nonnegaatsterpolder (ook: Nonnegatpolder) is een voormalig waterschap in de Nederlandse provincie Groningen.
Het waterschap lag ten noordoosten van Nieuwolda. De noordgrens lag ten noorden van de Heemweg, de oostgrens lag bij de gemeentegrens Oldambt-Delfzijl, de zuidgrens lag bij de Hoofdweg-Oost en ten westen van de Kerkelaan 300 m zuidelijk daarvan, de west- en noordwestgrens lag bij het Termunterzijldiep. Het molencontract dateert uit 1792.
De polder had twee molens aan het Termunterzijldiep, namelijk de Nonnegaatstermolen ten noorden van Nieuwolda en de Knuifstermolen bij De Heemen, beide gebouwd in 1793. Het initiatief daartoe werd genomen door de volmachten van de Nonnegaatster Watermolen resp. van de Watermolen ten oosten van het Zijldiep.
De Knuifstermolen werd na brand in 1894 vervangen door het stoomgemaal De Leegte (leeg = laag), daarna in 1924 door het motorgemaal Nonnegaat, die beide eveneens uitsloegen op het Zijldiep. De Nonnegaatstermolen, een achtkantige grondzeiler, werd gesloopt in 1938.
De hoofdwatergangen van de polder waren het Nonnegaatstermaar en het Oosterhamrikkermaar (ook wel Hamrikkermaar, op oudere topografische kaarten Oostermonnikemaar genoemd).
Waterstaatkundig gezien ligt het gebied sinds 2000 binnen dat van het waterschap Hunze en Aa's.

## Pegel
De molenaar van de Nonnegaatstermolen was in de 20e eeuw de hoofdseinmolenaar van het boezemwaterschap Oldambt; eerder was die taak weggelegd voor de Scheveklapstermolen. Zodra het boezemwater een kritisch niveau had bereikt, gaf hij dit aan met een sein. Dit was het teken voor de andere molenaars om eveneens te stoppen met malen, zodat de kades van de kanalen niet te zwaar belast zouden worden. Het sein werd gegeven door een rode vlag (of 's nachts een rode lamp) in de mast die naast het gemaal stond te hijsen. Dit teken, dat werd omschreven als "het is pegel" (pegel = peil), werd overgenomen door andere seinmolenaars en zo doorgegeven. De wieken van de molens werden daarop als teken van rust in de kruisstand gezet.

## Naam en voorgeschiedenis
De naam Nonnegaatsterpolder is mogelijk afkomstig van een inbraakgeul van de Dollard, het Nonnegat (1600: Nonnegadt of Nunnegadt), die plaats vond op de landerijen van het Grijzevrouwenklooster te Midwolda. Op kaarten uit de 18e eeuw wordt de noordelijkste tak van het Oosterhamrikkermaar of Oostermonnikermaar nog altijd Nunnegat of Nunnegats Maar genoemd. De spotnaam Nunne- of Nonnegat komt ook elders voor, onder andere in de stad Brugge en bij Vegelinsoord. Bij Werkendam bevindt zich het Nonnegatswiel; het Oost-Vlaamse dorp Kruisem heeft een Nonnegatstraat.
Het gebied rond Nieuwolda was in de 16e eeuw een kweldergebied dat naar de Dollard uitwaterde. Al in 1542 was sprake van de aanleg van een kadedijk met drie brede ontwateringssloten (dre korte sloeten) in Scheemderhamrik, Wagenborgerhamrik, Midwolder- en Oostwolderhamrik, ieder vermoedelijk met een zijl dat bij de herstelwerkzaamhede na de Allerheiligenvloed van 1570 werd opgenomen in de zeedijk. De belangrijkste hiervan was de Nijezijl te Oostwolderhamrik, die het water van het Hondshalstermaar via het Oosterhamrikkermaar naar zee leidde. Deze laatste sluis stond kennelijk bekend als Waghenborgerzijl (1580). Op een kaart van omstreeks 1638 staat het Olde Zijldiep te Oosterwolderhamrik ingetekend. In 1584 was tevens sprake van een zijl in Midwolderhamrick, in 1585 van een zijl te Schemderhamrick.
Door de aanleg van het Termunterzijldiep in 1601 en de verlanding van de Dollardboezem werd de directe afvoer naar zee geblokkeerd. Voortaan moesten de afwateringskanalen hun water via het Zijldiep bij Termunten lozen. De afwatering werd verlegd naar een verlaat bij De Knuif (het Oostwolderverlaat). Door dit sluisje konden vermoedelijk ook binnenscheepjes uit de polder het Termunterzijldiep en het Hondshalstermaar bereiken. Later werd dit verlaat vervangen door een klepduiker of klief. Hier verrees ten slotte in 1793 de Knuifstermolen.